# Šikoku
Šikóku (japonsko, kandži: 四国, 'štiri province') je najmanjši izmed štirih glavnih japonskih otokov. Dolg je 225 km, najširši pa med 50 in 150 km. Ima 3,63 milijona prebivalcev (leta 2022), kar je najmanj poseljen izmed štirih glavnih japonskih otokov. Je južno od Honšuja in severovzhodno od Kjušuja. Starodavna imena Šikokuja so Ijo-no-futana-šima (伊予之二名島), Ijo-šima (伊予島) in Futana-šima (二名島), njegovo trenutno ime pa se nanaša na štiri nekdanje province, ki sestavljajo otok : Ava, Tosa, Sanuki in Ijo.

## Geografija
Otok Šikoku, ki obsega Šikoku in njegove okoliške otoke [3], obsega približno 18.800 kvadratnih kilometrov in je sestavljen iz štirih prefektur: Ehime, Kagava, Koči in Tokušima. Na drugi strani notranjega morja Seto ležijo prefekture Vakajama, Osaka, Hjōgo, Okajama, Hirošima in Jamaguči na otoku Honšu. Na zahodu ležita prefekturi Ōita in Mijazaki na otoku Kjušu.
Šikoku je po površini uvrščen med 50. največjih otokov na svetu. Poleg tega je uvrščen med 23. najbolj poseljenih otokov na svetu z gostoto 193 prebivalcev na kvadratni kilometer.
Gore, ki so v smeri vzhod–zahod, delijo Šikoku na ozko severno podregijo, ki se razprostira ob Notranjem morju Seto, in južni del, ki gleda na Tihi ocean. V teh gorah lahko najdemo vrsto Hydrangea hirta (koprivna hortenzija). Večina od 3,8 milijona prebivalcev živi na severu in tam so vsa redka večja mesta otoka razen enega. Gora Išizuči (石鎚山) v Ehimeju s 1982 m je najvišja gora na otoku. Industrija je srednje dobro razvita in vključuje predelavo rud iz pomembnega rudnika bakra Besši. Zemljišče se intenzivno uporablja. Široka naplavna območja, zlasti v vzhodnem delu cone, so zasajena z rižem, nato pa se dvakrat posejejo z ozimno pšenico in ječmenom. Raznoliko sadje se goji po vsem severnem območju, vključno z agrumi, kakijem, breskvami in grozdjem. Zaradi proizvodnje pšenice je jed Sanuki udon (讃岐うどん) postala pomemben del prehrane v prefekturi Kagava (prej provinca Sanuki) v obdobju Edo.
Večje južno območje Šikokuja je gorato in redko poseljeno. Edina pomembna nižina je majhna aluvialna ravnina v Kočiju, glavnem mestu prefekture. Mile zime na tem območju so spodbudile nekaj kmetov, specializiranih za gojenje izvensezonske zelenjave pod plastenjaki. Na južnem območju je mogoče letno pridelati dva pridelka riža. Industrija celuloze in papirja je izkoristila bogate gozdove in hidroelektrično energijo.
Največja reka na Šikokuju je reka Jošino. Teče 196 km od izvira blizu gore Išizuči, od zahoda proti vzhodu čez severne meje prefektur Koči in Tokušima ter doseže morje pri mestu Tokušima. Jošino slovi po najboljšem raftingu na divjih vodah na Japonskem, z izleti po odsekih reke Oboke Koboke.
Šikoku ima štiri pomembne rte: Gamōda v Ananu, Tokušima na skrajni vzhodni točki otoka, Sada v Ikati in Ehime na skrajni zahodni točki. Muroto v Muroto, Kōči in Ašizuri, južni skrajni del Šikokuja, v Tosašimizu, Kōči, štrli v Tihi ocean. Najsevernejša točka otoka je Takamacu.
Za razliko od ostalih treh večjih japonskih otokov Šikoku nima aktivnih vulkanov in je največji japonski otok, ki jih sploh nima. Toda Šikoku je v daljni prazgodovini doživel vulkansko aktivnost; velika vulkanska kaldera na območju gore Išizuči je bila aktivna v miocenu pred približno 14 milijoni let in majhen vulkanski stožec gore Iino neznanega datuma.
- Išizuči je najvišja gora v Šikokuju
- Rt Ašizuri je na najjužnejšem koncu Šikokuja
- Reka Šimanto
- Notranje morje Seto

## Prebivalstvo
Šikoku je imel leta 2022 skupno 3.630.320 prebivalcev. Največje mesto je Macujama (507.137 preb.) je glavno mesto prefekture Ehime. Šikoku je glavni otok s tretjo največjo gostoto prebivalstva, s 193 prebivalci na kvadratni kilometer.
| 1  | Macujama  | Ehime    | 507.137 | 11 | Anan       | Tokušima | 67.891 |
| 2  | Takamacu  | Kagava   | 414.363 | 12 | Mitojo     | Kagava   | 60.106 |
| 3  | Kōči      | Kōći     | 321.910 | 13 | Kan'ondži  | Kagava   | 56.258 |
| 4  | Tokušima  | Tokušima | 250.150 | 14 | Naruto     | Tokušima | 53.368 |
| 5  | Imabari   | Ehime    | 147.334 | 15 | Sakaide    | Kagawa   | 49.487 |
| 6  | Niihama   | Ehime    | 113.755 | 16 | Sanuki     | Kagava   | 45.763 |
| 7  | Marugame  | Kagava   | 108.744 | 17 | Nankoku    | Kōči     | 46.176 |
| 8  | Saidžō    | Ehime    | 102.830 | 18 | Ōzu        | Ehime    | 39.352 |
| 9  | Šikokučūō | Ehime    | 80.952  | 19 | Jošinogava | Tokušima | 37.707 |
| 10 | Uvadžima  | Ehime    | 68.213  | 20 | Komacušima | Tokušima | 35.288 |

- Macujama
- Takamatsu
- Kōči
- Tokušima

Po podatkih japonskega popisa in je bila največja populacija regije Šikoku leta 1950 in je imela negativno rast prebivalstva od 1950 do 1970 in 1990 naprej.</ref> and, Shikoku region's peak population was at 1950 and has had negative population growth from 1950 to 1970 and 1990 onward.

## Kultura

### Družba in arhitektura
Šikoku je bil v zgodovini precej izoliran in je zato dlje časa ohranil prvotne značilnosti Japonske, predvsem glede vegetacije in nekaterih arhitekturnih tehnik. Obstaja veliko budističnih templjev.
Izgubljeni Šikoku je opisal ameriški pisatelj Alex Kerr, ki je dolga leta od leta 1970 živel v odmaknjeni gorski vasi blizu Obokeja (大歩危).
Narodni park Ašizuri-Uvakai je v jugozahodnem delu Šikokuja.

### Tradicije
Šikoku je znan tudi po svojem romanju 88 templjev. Romanje je ustanovil budistični duhovnik iz obdobja Heian Kukai, domačin iz današnjega Zentsūdži-čo v prefekturi Kagava. Po legendi se Kūkai še danes prikazuje romarjem. Večina sodobnih romarjev potuje z avtobusom, redkokdaj pa se odločijo za staromodno pot peš. Videti jih je oblečene v bele jopiče, okrašene z napisom dōgyō ninin (同行二人), kar pomeni »dva, ki potujeta skupaj«.
Prefektura Tokušima ima tudi svoj letni Ava Odori, ki poteka avgusta v času festivala Obon, ki vsako leto privabi na tisoče turistov iz vse Japonske in iz tujine.
Prefektura Kōči je dom prvega letnega festivala Josakoi. Največji festival v Kočiju vsako leto poteka avgusta in privablja plesalce in turiste iz vse Japonske.

### Hrana
Ena glavnih jedi Šikokuja je udon. Udon se pogosto postreže vroč kot juha z rezanci v najpreprostejši obliki, kot kake udon, v juhi z blagim okusom, imenovani kakedžiru, ki je narejena iz dašija, sojine omake (shōyu) in mirina. Običajno je obložen s tanko sesekljano kapesanto. Drugi pogosti prelivi so tempura, pogosto kozica ali kakiage (vrsta mešanega ocvrtka tempura), ali aburaage, vrsta globoko ocvrtih žepkov tofuja, začinjenih s sladkorjem, mirinom in sojino omako. Pogosto se doda tanka rezina kamaboka, ribje torte v obliki polmeseca. Šičimi lahko dodamo po okusu. Druga specialiteta je Kōchijeva značilna jed, pečena palamida.
Toplo podnebje Šikokuja je primerno za gojenje citrusov. Posledično so juzu (Citrus × junos), japonska mandarina (Citrus unshiu) in drugi agrumi na Šikokuju številni in so postali sinonim za regije, v katerih se gojijo.